# かわしま学びの庭
かわしま学びの庭（かわしままなびのにわ）は、岐阜県各務原市にある私立幼稚園。

## 沿革
- 1965年（昭和40年）3月29日 - かわしま幼稚園として開園。
- 2018年（平成30年）4月 - 幼保連携型認定こども園かわしま学びの庭に移行する。
  - 同日、社会法人西養寺福祉会が運営する隣接の川島保育園も、保連携型認定こども園かわしま育ちの庭に移行する。

## 定員
- 160名

## 送迎バス
- 各務原市川島地区で3台。羽島郡岐南町、笠松町、各務原市稲羽地区等の川島地区の隣接市町で1台。

## 交通機関
- 各務原市ふれあいバス
川島線「西養寺前」バス停下車 徒歩2分

## その他
- 学校法人 西養寺学園は、かわしま幼稚園以外に、川島保育園、大野幼稚園、大野クレール教室を運営している。
- 学校法人聖徳学園（岐阜聖徳学園大学等を運営）とは、前園長が岐阜聖徳学園名誉理事を務める等、関わりが深い。